# Электра (фильм, 1962)
«Электра» (греч. Ηλέκτρα) — кинофильм греческого режиссёра Михалиса Какоянниса, представленный в мае 1962 года на Каннском кинофестивале, экранизация одноимённой трагедии Еврипида.

## Стилистика фильма
Первая из трёх экранизаций произведений афинского драматурга, осуществлённых Какояннисом. Стремясь по возможности приблизить картину к особенностям постановки в античном театре, режиссёр использовал минимум выразительных средств, отказавшись от пышных декораций и значительной массовки.
Помимо «классической простоты» видеоряда, трогавшей зрителя «буквально до слез», критики отмечали выдающуюся игру Ирен Папас, исполнявшую роль Электры — скупую мимику в сочетании с отточенными жестами и искусной сменой речевых интонаций, передающую внутреннее напряжение героини, убеждающей и себя и брата в необходимости совершить матереубийство и исполнить предначертанное роком Атридов.
Роджер Эберт в рецензии на следующую постановку Еврипида Какояннисом писал, что «Электра», напряжённость которой подобна свернувшейся змее, является лучшей из всех когда либо сделанных экранизаций греческой трагедии.
Успеху картины способствовала музыка Микиса Теодоракиса, оживлявшая строгость мизансцен.

## В ролях
- Ирен Папас — Электра
- Яннис Фертис — Орест
- Алека Кацели — Клитемнестра
- Манос Катракис — воспитатель
- Нотис Периалис — муж Электры
- Фивос Рази — Эгисф
- Такис Эммануэль — Пилад
- Теано Иоанниду — корифей
- Теодорос Димитриу — Агамемнон
- Эльзи Питтас — юная Электра
- Петрос Ампелас — юный Орест

## Награды и номинации
На Каннском фестивале фильм получил премию Высшей технической комиссии, приз за лучшую экранизацию и номинировался на Золотую пальмовую ветвь.
На международном кинофестивале в Салониках в 1962 году лента получила девять призов, в том числе как лучший фильм, за режиссуру, главную роль, роли второго плана (Алека Кацели и Нотис Периалис) и музыку.
В 1963 году номинировался на «Оскар» за лучший фильм на иностранном языке.
Также получил премию за лучшую экранизацию на Берлинском кинофестивале 1963, и премии на международных кинофестивалях в Акапулько (1962), Эдинбурге (1962), Брюсселе (1963) и Антверпене (1964).